# Разбревновка
Разбревновка, или разбрусовка (порядовка) — выполнение комплекса проектных работ, результатом которых является комплект документации о деталях бревенчатого дома, выполненного из калиброванного бревна, лафета или профилированного бруса. По сути это есть спецификация стеновых элементов с образмериванием и подсчетом однотипных бревен.
Издревле деревянные дома делали в виде сруба, используя бревна различного диаметра. При этом существовали разные способы соединения бревен между собой.
С появлением мощных деревообрабатывающих станков стало возможным обрабатывать исходные бревна таким образом, чтобы получались заготовки одинакового диаметра. В строительстве применяются в основном калиброванные бревна диаметрами от 170 мм до 250 мм. Данный диапазон определяется исключительно диаметром исходных заготовок.
В последнее время все чаще стали изготавливать дома из калиброванного клееного бревна. Несомненным достоинством данного материала является то, что такие бревна практически не дают трещин, меньше оседают, являются более прочными. Кроме этого, снимаются все ограничения на диаметр калиброванного бревна.
Большой популярностью пользуются также дома, изготовленные из бруса. При этом в качестве исходного материала может использоваться клееная заготовка или массив.

## Автоматизация разбревновки
Основным достоинством технологии изготовления домов из калиброванного бревна или бруса является то, что все детали дома имеют одинаковые геометрические размеры среза и отличаются только длиной. Таким образом, любую деталь дома можно плотно устанавливать на любую другую деталь и при этом между ними не образуется щелей. Основной задачей в этом случае становится следующая: необходимо изготовить детали нужной длины со специальными «чашками», являющимися надежным способом соединения деталей дома между собой. В большинстве случаев «чашки» изготавливаются автоматически специальными фрезами. Основная проблема — точно указать место на каждой детали дома, где нужно прорезать «чашку». Не менее важно также указать какие отверстия и в каких местах надо просверлить, где сделать обычные прямоугольные пазы или пазы типа «ласточкин хвост» и некоторые другие детали. Как правило, в результате решения всех этих задач появляется либо документация на изготовление каждой детали (например, в виде чертежа этой детали со всеми необходимыми размерами), либо специально подготовленный файл в заданном формате (например, atg, bvn и т. д.) для автоматизированного станка с ЧПУ.
Разбревновка — необходимый этап при разработке любого проекта. Операция разбревновки, как правило, входит в качестве отдельной функции в системы автоматизированного проектирования (например таких, как «К3-Коттедж», «CADWork», «Vertex», «АТ Венцы») и является заключительным этапом при выполнении полного проекта. Существует также специализированное программное обеспечение для решения задачи разбревновки класса автоматизированных систем технологической подготовки производства, например «LogHouse».